# Acrochordomerus aeneus
Acrochordomerus aeneus är en tvåvingeart som beskrevs av Hermann 1920. Acrochordomerus aeneus ingår i släktet Acrochordomerus och familjen rovflugor. Inga underarter finns listade i Catalogue of Life.